# Ube, Yamaguchi
Ube (宇部市 (Vũ Bộ thị)) là một thành phố thuộc tỉnh Yamaguchi, Nhật Bản.
Thành phố được thành lập vào ngày 1 tháng 11 năm 1921. 
Tính đến tháng 10 năm 2016, thành phố có dân số ước tính là 168.398 người và mật độ dân số là 590 người / km2. Tổng diện tích là 287,69 kilômét vuông (111,08 dặm vuông). 
Vào ngày 1 tháng 11 năm 2004, thị trấn Kusunoki (từ huyện Asa) đã được sáp nhập vào Ube.
Cơ sở công nghiệp của nó là hóa chất, bê tông, và thép. Sự có mặt của Ube Industries trong nền kinh tế của thành phố là đáng kể.
Trước đây từng là một thị trấn khai thác than, thành phố đã phát triển một chính sách hiệu quả để cải thiện môi trường của nó. Đặc biệt, nó đã chiến đấu chống ô nhiễm không khí và thành công của nó khi nó được công nhận là Chương trình Môi trường của Liên Hợp Quốc như là một trong số 500 Huân chương danh dự của UNEP năm 1997.
Cựu Thủ tướng Nhật Bản Naoto Kan sinh ra ở Ube.